# A True Believer
Pour plus de détails, voir Fiche technique et Distribution.
A True Believer est un film muet américain réalisé par Burton L. King et sorti en 1913.

## Fiche technique
- Titre : A True Believer
- Réalisation : Burton L. King
- Scénario :
- Producteur : Thomas H. Ince
- Société de production : Kay-Bee Pictures
- Société de distribution : Mutual Film
- Pays de production :  États-Unis
- Langue : Anglais
- Format : Noir et blanc — 35 mm — 1,33:1 — Muet
- Genre : Film dramatique[réf. souhaitée]
- Durée :
- Date de sortie : 
  - États-Unis : 6 juin 1913

## Distribution
- J. Barney Sherry
- Mildred Harris : Nellie
- William Desmond Taylor